# Université Gustave-Eiffel
L'université Gustave-Eiffel est une université française expérimentale spécialisée dans l'étude des villes et des processus d'urbanisation, créée le 1er janvier 2020, et héritière de l'INRETS fondée en 1985 et du laboratoire central des ponts et chaussées fondé en 1949.
L'université dispose de plusieurs sites sur le territoire national dont le campus de Marne-la-Vallée à la cité Descartes, campus de formation et de recherche, implanté au cœur du projet Grand Paris, et qui sera desservi d’ici 2030 par la ligne 15 du réseau Grand Paris Express. Ses autres campus de recherche sont situés :
- à Versailles sur le plateau de Satory, au sein du cluster des mobilités innovantes (campus de Versailles) ;
- à Bron, dans la métropole de Lyon (campus de Lyon) ;
- à Bouguenais, près de Nantes (campus de Nantes) ;
- à Salon-de-Provence et Marseille, dans la métropole d'Aix-Marseille-Provence (campus Méditerranée) ;
- à Paris dans le quartier de Belleville avec l'implantation de l'EIVP (campus de Paris) ;
- à Villeneuve-d’Ascq, près de Lille (campus de Lille).

L'université est née en 2020 de la fusion de l'université Paris-Est-Marne-la-Vallée (UPEM) et de l’Ifsttar, l’institut de la recherche européenne sur la ville et les territoires, les transports et le génie civil, l’université Gustave-Eiffel intègre également quatre écoles : l'EAV&T, École d'architecture de la ville et des territoires Paris-Est, l’EIVP, École des ingénieurs de la ville de Paris, l’ENSG-Géomatique, École nationale des sciences géographiques, ainsi que l'ESIEE Paris, l’école de l’innovation technologique de la chambre de commerce et d'industrie de région Paris - Île-de-France. La création de l’université Gustave-Eiffel représente un des jalons majeurs de l'I-SITE FUTURE financé par le programme des Investissements d’Avenir (PIA).

## Présentation
L'Université Gustave-Eiffel est un établissement pluridisciplinaire public national d'enseignement supérieur et de recherche.
Elle compte :  
- 16 composantes de formation dont 4 établissements composantes ou écoles membres,
- 23 composantes de recherche.

Ses principales missions sont la formation (initiale et continue), la recherche et l’innovation, l’appui aux politiques publiques et l’ouverture à la société. L’université regroupe un quart de la recherche française sur les villes, et s'est spécialisée dans la formation en apprentissage. 

## Histoire
Dans le cadre du plan Université 2000, l'université de Marne-la-Vallée est créée à partir d’une antenne de l’université Paris-VII. Elle fait partie, avec Évry-Val d’Essonne, Cergy-Pontoise, et Versailles-Saint-Quentin-en-Yvelines, de quatre des huit « universités nouvelles » créées en juillet 1991 en Île-de-France.
L'université de Marne-la-Vallée a comme 1er administrateur Daniel Laurent, qui a été directeur adjoint du cabinet du ministre des universités de 1976 à 1978, puis nommé vice-chancelier des universités de Paris entre 1978 et 1981.  
L’Institut français des sciences et technologies des transports, de l’aménagement et des réseaux (IFSTTAR) quant à lui, est né le 1er janvier 2011, de la fusion du Laboratoire central des ponts et chaussées (LCPC) et de l’Institut national de recherche sur les transports et leur sécurité (Inrets). Établissement public à caractère scientifique et technologique, l’Ifsttar est historiquement placé sous la tutelle conjointe du ministère de la Transition écologique et solidaire et du ministère de l’Enseignement supérieur, de la Recherche et de l’Innovation. 
Premier institut européen de la recherche sur les transports, le génie civil et la ville durable, l’Ifsttar conduit des travaux de recherche finalisée et d’expertise pour améliorer les conditions de vie de ses concitoyens et favoriser le développement durable de nos sociétés.
Les missions phares qu'elle met en avant portent sur le développement des transports de demain et leurs infrastructures, sur la mobilité des personnes et des biens, la sécurité mais aussi l’aménagement des territoires, les impacts sur l’environnement, les économies d’énergie et de matériaux.
Fin 2012, le siège de l’Ifsttar a rejoint le pôle d’Excellence de la Ville durable du Grand Paris au sein de la Cité Descartes. Sa direction est assurée par Hélène Jacquot-Guimbal jusqu’au 1er janvier 2020, date de création de l’université Gustave-Eiffel. Hélène Jacquot-Guimbal assure l’intérim de la présidence de la nouvelle université, puis Gilles Roussel est nommé président par décret du 13 janvier 2021.

### Développement du PRES Université Paris-Est
En 2007, l'université de Marne-la-Vallée devient membre fondateur du pôle de recherche et d'enseignement supérieur « université Paris-Est » qui devient, en 2014, une communauté d'universités et d'établissements. En février 2014, le souhait d'une fusion avec l'université Paris-Est Créteil Val-de-Marne est annoncé par les conseils d'administration des deux établissements, mais la fusion n'a pas lieu. 
L'université accède aux « compétences élargies » au 1er janvier 2009.
Le 1er octobre 2013 l'université de Marne-la-Vallée change de logo, d'identité visuelle et d'acronyme : elle devient UPEM à la place d'UPEMLV.

### Création de l'Université Gustave-Eiffel
L'université est issue de la fusion de l'Université Paris-Est-Marne-la-Vallée avec l'Institut français des sciences et technologies des transports, de l'aménagement et des réseaux (Ifsttar),.  
Elle intègre une école d'architecture, l'École d'architecture de la ville & des territoires Paris-Est, et trois écoles d'ingénieurs: ESIEE Paris, L'École des ingénieurs de la ville de Paris, l'École nationale des sciences géographiques.
Le 1er janvier 2020, l'université est créée selon le décret portant création de l'Université Gustave-Eiffel et approbation de ses statuts publié au Journal Officiel le 15 décembre 2019. La fusion des établissements est supportée par le projet Initiatives Science-Innovation-Territoires-Économie (I-SITE) du programme Investissements d'avenir. Son logo représente la Tour Eiffel vue de haut.

## Composantes de formation
Conformément au code de l'éducation qui fixe l’organisation légale des universités publiques en France, l'université Gustave-Eiffel est constituée de plusieurs composantes. On trouve d’une part les unités de formation et de recherche (UFR) et d’autre part les « instituts et écoles ». Ainsi, l’université est structurée en six UFR, 6 instituts, 2 établissements-composantes et 2 écoles-membres :

### Unités de formation et de recherche
- UFR Lettres, arts, communication et technologies
- UFR Sciences humaines et sociales
- UFR Sciences économiques et de gestion
- UFR STAPS
- UFR Mathématiques
- UFR Langues et civilisations
- IFSA Sciences Appliquées

### Établissements-composantes
- L'École d'architecture de la ville & des territoires Paris-Est, Campus de Marne-la-Vallée.
- L'École des ingénieurs de la ville de Paris (EIVP), Campus de Paris

### Instituts et écoles de l'université
- L'Institut d'électronique et d'informatique Gaspard-Monge (IGM)
- L'École d'urbanisme de Paris (EUP), relève de l'université Gustave-Eiffel et de l'UPEC
- L'Institut francilien d'ingénierie des services (IFIS) (Site du Val d'Europe)
- L'Institut francilien des sciences appliquées
- L'Institut universitaire de technologie de Marne-la-Vallée (Site de Marne-la-Vallée et site de Meaux)
- L'École supérieure d'ingénieurs de Paris-Est de l'université Gustave-Eiffel (ESIPE)

### Écoles-membres
- L'ESIEE Paris, Campus de Marne-la-Vallée.
- L'École nationale des sciences géographiques (ENSG), campus de Marne-la-Vallée.

## Composantes de recherche
L'activité de recherche s'articule autour de 18 Unités de recherche et Unités mixtes de recherche et de 5 Départements de recherche.

### Unités de recherche de l'université
- Analyse comparée des pouvoirs (ACP)
- Dispositifs d'information et de communication à l’ère numérique (Dicen), CNAM, Université Paris-Nanterre
- Équipe de recherche sur l'utilisation des données individuelles en lien avec la théorie économique (ERUDITE), UPEC
- Laboratoire d'urbanisme (Lab'Urba), UPEC
- Laboratoire Techniques, territoires et sociétés (Latts), CNRS, ENPC
- Laboratoire Ville, mobilité, transport (LVMT), ENPC
- Laboratoire interdisciplinaire d'étude du politique Hannah-Arendt - Paris-Est (LIPHA-PE), UPEC
- Laboratoire interdisciplinaire sciences innovations sociétés (LISIS), CNRS, INRA
- Laboratoire « Électronique, Systèmes de Communication et Microsystèmes » (ESYCOM), CNAM
- Laboratoire d'analyse et mathématiques appliquées (LAMA), CNRS, UPEC
- Laboratoire d'informatique Gaspard-Monge (LIGM), CNRS, ENPC
- Laboratoire en sciences et technologies de l'information géographique (LASTIG), IGN-ENSG
- Laboratoire Navier, CNRS, ENPC
- Laboratoire géomatériaux et environnement (LGE)
- Littérature savoirs et arts (LISAA)
- Institut de recherche en gestion (IRG), UPEC
- Modélisation et simulation multi-échelle (MSME), CNRS, UPEC
- Architecture - Observatoire de la condition suburbaine (architecture - OCS- UMR AUsser), ministère de la Culture
- Laboratoire Ingénierie Circulation Transports - Eco7 (Licit-Eco7)

### Départements de recherche de l'université
- Département Aménagement, mobilités et environnement (AME), Campus de Lyon, Marne-la-Vallée et Campus de Versailles :
  - Laboratoire Equipe en émergence Dynamique des Changements de Mobilité (DCM) ;
  - Laboratoire Dynamiques Economiques et Sociales des Transports (DEST) ;
  - Laboratoire Eco-gestion des Systèmes Énergétiques Pour les Transports (Eco7) ;
  - Laboratoire Environnement, Aménagement, Sécurité et Éco-conception (EASE) ;
  - UMR en Acoustique Environnementale (UMRAE), co-tutelle CEREMA ;
  - Laboratoire de Psychologie et d’Ergonomie Appliquées (LaPEA), co-tutelle Université de Paris.
- Département Matériaux et structures (MAST), Campus de Marne-la-Vallée et Campus de Nantes :
  - Laboratoire Auscultation, modélisation, expérimentation des infrastructures de transport (LAMES) ;
  - Laboratoire Comportement physico-chimique et durabilité des matériaux (CPDM) ;
  - Laboratoire Expérimentation et Modélisation pour le Génie Civil et Urbain (EMGCU)  ;
  - UMR Matériaux pour une Construction Durable (MCD), co-tutelle CEREMA ;
  - Laboratoire Granulats et Procédés d'Elaboration des Matériaux (GPEM) ;
  - Laboratoire Structures Métalliques et à Câbles (SMC).
- Département Géotechnique, Environnement, Risques naturels et Sciences de la terre (GERS), Campus de Lyon et Campus de Nantes :
  - Laboratoire Eau et Environnement » (LEE) ;
  - Laboratoire CG (Centrifugeuses Géotechniques).
- Département Composants et systèmes (COSYS), Campus de Lille, Campus Méditerranée, Campus de Marne-la-Vallée, Campus de Versailles :
  - Laboratoire Évaluation des Systèmes de Transports Automatisés et de leur Sécurité (ESTAS), Campus de Lille ;
  - Laboratoire Électronique Ondes et Signaux pour les Transports (LEOST), Campus de Lille ;
  - Laboratoire Instrumentation, Modélisation, Simulation et Expérimentation (IMSE)[16].
- Département Transport, santé, sécurité (TS2), Campus de Lyon et Campus de Nantes.
  - Laboratoire Ergonomie et Sciences Cognitives pour les Transports (LESCOT) [17] ;

## Missions de l'université Gustave-Eiffel[3]
L’université Gustave-Eiffel remplit une mission de service public de l’enseignement supérieur, de la recherche et de l’innovation.
Cette mission se décline, à travers :
- la formation initiale et continue,
- la recherche fondamentale et appliquée, l’innovation et sa valorisation,
- l’appui aux politiques publiques, l’université rassemblant des outils de recherche performants intervenant dès leur conception, à leur mise en œuvre et à leur évaluation,
- la diffusion des connaissances scientifiques vers tous les publics, comme l’organisation d’événements grand public ou l’utilisation des réseaux sociaux - académiques ou généralistes - ou des plateformes web de culture scientifique, technique et industrielle,
- la diffusion de la culture humaniste dans toute la société, en particulier à travers le développement des sciences humaines et sociales et de la culture scientifique, technique et industrielle.
- la mise en œuvre de projets dans le domaine de l’orientation, de la promotion sociale et de l’insertion professionnelle, notamment vers l’entrepreneuriat, et plus généralement de la formation tout au long de la vie. On peut citer l’exemple du diplôme d'université Espaces communs, pour repenser les lieux de friches urbaines ;
- la participation à la construction de l’Espace européen de l’enseignement supérieur et de la recherche. Elle prend notamment forme par la participation aux programmes pluriannuels Horizon 2020 et Horizon Europe ou des activités de collaboration sur des projets de recherche ;
- l’ouverture à la société, par un vade-mecum qui démontre l’intérêt de l’open science (par exemple libre accès aux publications scientifiques, aux données de recherche, aux codes sources ou aux ressources pédagogiques…), et à la coopération internationale.

## Classement
| Année     | ARWU Monde / France | CWUR Monde / France | L'Étudiant Master |
| --------- | ------------------- | ------------------- | ----------------- |
| 2020      | 701-800/23-26       | 1300/61             |                   |
| 2021-2022 | 801-900/24-27       | 802/35              | 7                 |
| 2022-2023 |                     | 660/29              | 6                 |
| 2023      |                     | 597/28              |                   |

| Année | U.S. News Monde / France | ARWU Monde / France |
| ----- | ------------------------ | ------------------- |
| 2021  |                          | 49/1                |

| Année | U.S. News Monde / France | ARWU Monde / France |
| ----- | ------------------------ | ------------------- |
| 2021  |                          | 76-100/1            |

## Évolution démographique
Évolution démographique de la population universitaire 

| 2019   | 2020   | 2021   | 2022   | - | - | - | - |
| ------ | ------ | ------ | ------ | - | - | - | - |
| 15 729 | 16 106 | 16 216 | 15 366 | - | - | - | - |

## Personnalités liées à l'université Gustave-Eiffel
- Laetitia Dablanc, Doctorante de l'école des Ponts, urbaniste, directrice de recherche à l'université Gustave-Eiffel, directrice de la chaire Logistic City.
- Gilles Roussel, 1er vice-président puis président de l’université Gustave-Eiffel, président de la CPU de 2016 à 2020
- Henri Van Damme, physicien, ancien directeur scientifique de l’Ifsttar
- Carole Aurouet, maîtresse de conférence habilitée à diriger des recherches en études cinématographiques
- Corinne Pelluchon, philosophe, professeure de philosophie
- Yann Le Cun, Prix Turing, VP Facebook, Diplômé Ingénieur ESIEE Paris, chercheur en intelligence artificielle et vision artificielle (robotique)
- Martin Laliberté, dirigeant le Département de Cinéma, Audiovisuel, Arts Sonores et Numériques de 2006 à 2010.
- Vincent Lemire, historien, directeur du Centre de recherche français à Jérusalem
- Titouan Castryck, étudiant, vice-champion olympique aux Jeux olympiques d'été de 2024 à Paris en kayak slalom
- Nicolas Gestin, étudiant, champion olympique aux Jeux olympiques d'été de 2024 à Paris en canoë slalom